# C'est papa qui prend la purge
C'est papa qui prend la purge è un cortometraggio muto del 1907 diretto da Louis Feuillade. Prodotto dalla Société des Etablissements L. Gaumont e distribuito dalla Pathé Frères, il film uscì nelle sale il 17 gennaio 1907, interpretato dal comico Max Linder.

## Produzione
Prodotto dalla Société des Etablissements L. Gaumont

## Distribuzione
Distribuito dalla Pathé Frères, il film uscì nelle sale francesi il 17 gennaio 1907.

### Date di uscita
IMDb
- Francia	   17 gennaio 1907 (titolo alternativo: Le Jour de la purge)
- Colombia	10 settembre 1907	 (Barranquilla)